# Sudor frío (película de 1970)
Sudor frío es una coproducción internacional francesa - italiana de 1970 protagonizada por Charles Bronson y dirigida por Terence Young. Basada en la novela Ride the Nightmare (1959) de Richard Matheson, se rodó en Beaulieu-sur-Mer y sus alrededores.

## Sinopsis
Los antiguos cómplices de Joe (Charles Bronson) lo amenazan con destruir su nueva y pacífica vida. Atrapado en una red de chantajes se ve obligado a ayudarlos.

## Reparto
- Charles Bronson como Joe Martin.
- Liv Ullmann como Fabienne Martin.
- James Mason como Ross.
- Jill Ireland como Moira.
- Jean Topart como Katanga.
- Michel Constantin como Vermont (apodado por David Hess).
- Luigi Pistilli como Fausto Gelardi.
- Yannick Delulle como Michèle Martin (acreditada como Yannick de Lulle).
- Paul Bonifas como doctor.
- Sabine Sun como enfermera.

## Producción
La película era conocida por una larga persecución en automóvil con un Opel Commodore GS / E I6 que involucraba el intento del personaje de Bronson de llevar a un médico a un traficante de drogas herido a cambio de su esposa.
La actriz Liv Ullmann se quejó en una entrevista de que Charles Bronson fue grosero con ella y su hija durante el rodaje. Ella afirma que él le devolvió a su hijo cuando ella se acercó a su mesa y la amonestó diciéndole: «Haga el favor de guardarse a su hijo para usted».